# Fortalesa de Belvoir
La fortalesa de Belvoir, fou una fortalesa dels croats a la plana de Neftalí a 4 km al sud de la mar de Galilea i 14 al nord de Baysan prop del Mont Tabor a un turó de 297 metres per sobre la vall del riu Jordà, originalment part de la baronia de Tiberíades (del regne de Jerusalem) sota el baró Velos. El seu nom hebreu és Kohav Hayarden (estrella del Jordà) i deriva de l'antiga vila jueva de Kohav. Els autors francs l'anomenen també Coquet, deformació del seu nom àrab Kawkab al-Hawa. Actualment és un parc nacional.

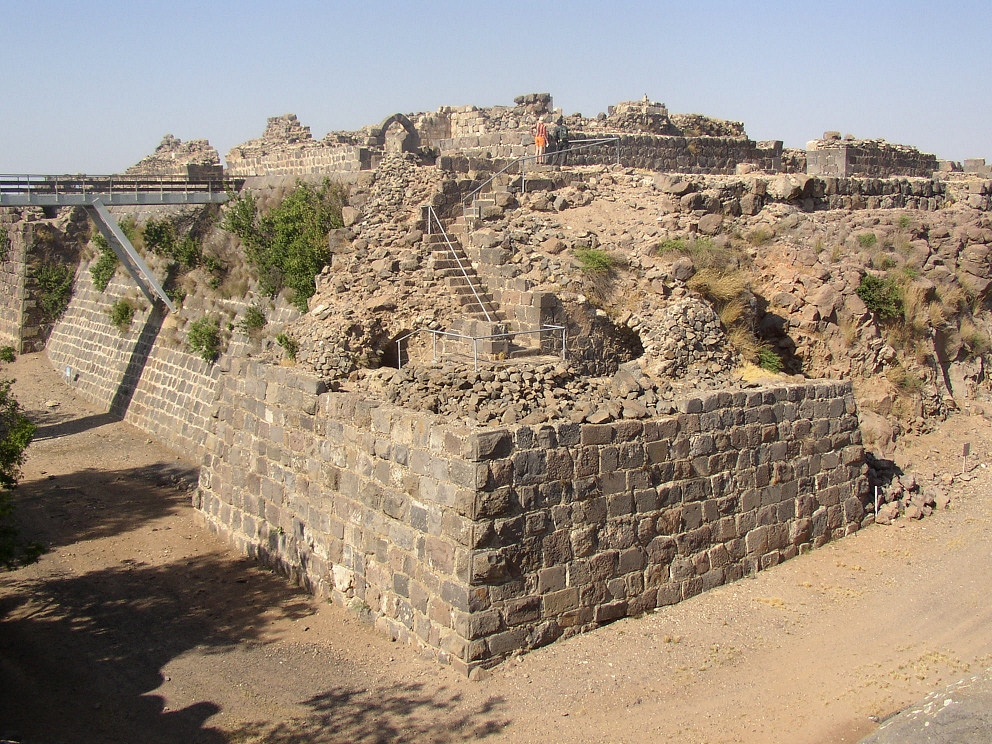
Belvoir des del sud-oest

Velos la va vendre als Hospitalaris el 1168 que van erigir una gran fortalesa concèntrica rectangular; la muralla exterior (120 metres per 160 metres) estava reforçada per quatre torres als angles; la muralla interior tenia també quatre torres i una més a la paret oest. A la part nord corria el riu wadi l-Bira i als altres tres costats hi havia una rasa. La fortalesa protegia al Regne de Jerusalem dels atacs per l'est. Un atac musulmà el 1180 fou rebutjat. A la campanya del 1182 es va lliurar la batalla del castell de Belvoir entre el rei Balduí IV de Jerusalem i Saladí. Després de la victòria de Saladí a Hattin, la fortalesa fou assetjada i es va rendir després de més d'un any el 5 de gener de 1189. La fortalesa fou desmantellada el 1219 per por d'una reconquesta dels croats.
El 1240 el regne de Jerusalem amb Belvoir fou cedida als croats però la manca de diners no va permetre la reconstrucció de les fortificacions i va retornar al control fatimita. Israel la va ocupar el maig de 1948 i va expulsar a la població palestina.